# Oklahoma Music Hall of Fame
Die Oklahoma Music Hall of Fame ist eine Ruhmeshalle in Muskogee, die Musiker aus dem US-amerikanischen Bundesstaat Oklahoma für ihre Lebensleistung ehrt.

## Geschichte
Die Idee einer Hall of Fame in Oklahoma entstand im Jahr 1995. Ihre Einführung wurde im darauffolgenden Jahr im Parlament beschlossen. Seit dem Jahr 1997 werden jährlich Musiker in die Hall of Fame aufgenommen. Teilweise wurden auch Bands, Radiostationen, Journalisten oder Einrichtungen aus Oklahoma geehrt. Heute gibt es neben der Ruhmeshalle auch ein Museum. Beides wird betrieben von der Oklahoma Music Hall of Fame & Museum, Inc.

## Aufgenommene

### 1997
- Merle Haggard
- Patti Page
- Woody Guthrie
- Claude „Fiddler“ Williams

### 1998
- David Gates
- Albert E. Brumley
- Gene Autry
- Jay McShann

### 1999
- Byron Berline
- Barney Kessel
- Vince Gill
- KVOO Big Country Radio

### 2000
- Roy Clark
- Color Me Badd
- Wanda Jackson
- Jim Halsey
- Oklahoma City Blue Devils

### 2001
- Leona Mitchell
- Caddo Nation of Oklahoma
- Bob Wills and The Texas Playboy

### 2002
- Hank Thompson
- Joe Diffee
- Kay Starr
- Charlie Christian

### 2003
- Ronnie Dunn
- Benny Garcia
- Flash Terry
- D.C. Minner
- John Wooley
- Lee Wiley

### 2004
- Louis W. Ballard
- Roger Miller
- Merle Kilgore

### 2005
- Tommy Allsup
- Cain’s Ballroom
- Toby Keith
- Billy Parker

### 2006
- Carl Radle
- Eldon Shamblin
- Mel McDaniel
- Leon Russell

### 2007
- Tommy Crook
- Sammi Smith
- Mae Boren Axton
- Hoyt Axton
- Cal Smith

### 2008
- Chick Rains
- Wichita and Affiliated Tribes
- Bob Childers

### 2009
- Carrie Underwood
- Ramona Reed
- Rocky Frisco

### 2010
- Les Gilliam
- Jamie Oldaker
- Jean Shepard
- Sam Harris

### 2011
- Ralph Blane
- Gene Tripplett
- Bob Bogle
- Nokie Edwards
- Kristin Chenoweth
- Wayman Tisdale
- Jesse Ed Davis

### 2013
- Neal Schon
- Norma Jean
- Barbara McAlister
- Mason Williams
- Mabee Center
- Jimmy Webb
- Sandi Patty
- Bob Dunn

### 2015
- Restless Heart
- Tim DuBois
- Scott Hendricks
- Becky Hobbs
- Smily Weaver